# Castronuevo de Esgueva
Castronuevo de Esgueva è un comune spagnolo di 318 abitanti situato nella comunità autonoma di Castiglia e León.